# 埃米瓦勒莱沃
埃米瓦勒莱沃（法語：Hermival-les-Vaux，法語發音：[ɛʁmival le vo] ⓘ）是法国卡尔瓦多斯省的一个市镇，属于利雪区。

## 地理
埃米瓦勒莱沃（49°10'11"N, 0°16'57"E）面积13.76 平方千米，位于法国诺曼底大区卡爾瓦多斯省，该省份为法国西北部沿海省份，北濒大西洋英吉利海峡，东北与滨海塞纳省以海上边界相接，东临厄尔省，南至奧恩省，西与芒什省接壤。
与埃米瓦勒莱沃接壤的市镇（或旧市镇、城区）包括：福盖尔农、菲尔福勒、格洛、利雪、穆瓦约、乌伊迪乌莱、罗克。

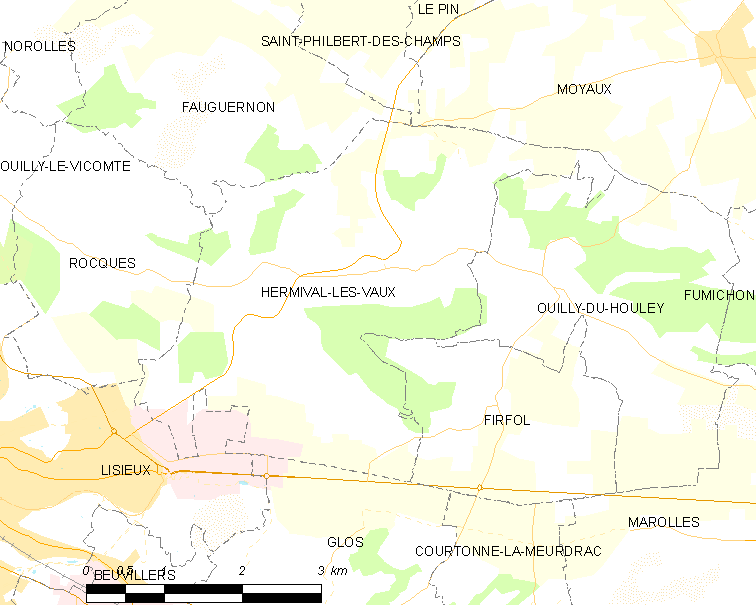
埃米瓦勒莱沃的OSM定位图

埃米瓦勒莱沃的时区为UTC+01:00、UTC+02:00（夏令时）。

## 行政
埃米瓦勒莱沃的邮政编码为14100，INSEE市镇编码为14326。

## 政治
埃米瓦勒莱沃所属的省级选区为蓬莱韦克县。

## 人口

1962-2008年间埃米瓦勒莱沃人口变化图示

埃米瓦勒莱沃于2022年1月1日时的人口数量为860人。